# Wulan Haye (sockenhuvudort i Kina, Inner Mongolia Autonomous Region, lat 41,18, long 112,38)
Wulan Haye är en sockenhuvudort i Kina. Den ligger i den autonoma regionen Inre Mongoliet, i den norra delen av landet, omkring 73 kilometer nordost om regionhuvudstaden Hohhot. Antalet invånare är 12 294. Befolkningen består av 5 761 kvinnor och 6 533 män. Barn under 15 år utgör 7,0 %, vuxna 15-64 år 81 %, och äldre över 65 år 11,0 %.
Runt Wulan Haye är det ganska glesbefolkat, med 35 invånare per kvadratkilometer. Det finns inga andra samhällen i närheten. Trakten runt Wulan Haye består i huvudsak av gräsmarker.
Genomsnittlig årsnederbörd är 562 millimeter. Den regnigaste månaden är juli, med i genomsnitt 155 mm nederbörd, och den torraste är januari, med 3 mm nederbörd.